# Scheldeprijs 2019
De 107e editie van de Belgische wielerwedstrijd Scheldeprijs werd gehouden op 10 april 2019. De wedstrijd maakt onderdeel uit van de UCI Europe Tour 2019, in de categorie 1.HC. Net als vorig jaar werd er vanuit Terneuzen, Nederland vertrokken, waarna het startsein in Borssele werd gegeven. De finish lag traditie getrouw in Schoten. Net als in 2018 kwam de Nederlander Fabio Jakobsen als eerste over de finish, voor de Duitser Max Walscheid en de Brit Christopher Lawless.

## Uitslag
| Plaats  | Naam                | Ploeg                       | Tijd     |
| ------- | ------------------- | --------------------------- | -------- |
| Winnaar | Fabio Jakobsen      | Deceuninck–Quick-Step       | 4u26'29" |
| 2       | Max Walscheid       | Team Sunweb                 | z.t.     |
| 3       | Christopher Lawless | Team Sky                    | z.t.     |
| 4       | Hugo Hofstetter     | Cofidis                     | z.t.     |
| 5       | Roy Jans            | Corendon-Circus             | z.t.     |
| 6       | Kris Boeckmans      | Vital Concept-B&B Hotels    | z.t.     |
| 7       | Marco Haller        | Team Katjoesja Alpecin      | z.t.     |
| 8       | Emils Liepins       | Wallonie Bruxelles          | z.t.     |
| 9       | Jasper Philipsen    | UAE Team Emirates           | z.t.     |
| 10      | Matteo Moschetti    | Trek-Segafredo              | z.t.     |
| 11      | Jonas Vangenechten  | Vital Concept-B&B Hotels    | z.t.     |
| 12      | Maarten van Trijp   | Corendon-Circus             | z.t.     |
| 13      | Nicolai Brøchner    | Riwal-Readynez              | z.t.     |
| 14      | Timothy Dupont      | Wanty-Groupe Gobert         | z.t.     |
| 15      | Amaury Capiot       | Topsport Vlaanderen-Baloise | z.t.     |
| 16      | Lawrence Naesen     | Lotto Soudal                | z.t.     |
| 17      | Daniel McLay        | EF Education First          | z.t.     |
| 18      | Baptiste Planckaert | Wallonie Bruxelles          | z.t.     |
| 19      | Enzo Wouters        | Lotto Soudal                | z.t.     |
| 20      | Romain Cardis       | Direct Énergie              | z.t.     |

Mannen: 1907 · 1908 · 1909 · 1910 · 1911 · 1912 · 1913 · 1914 · 1915 · 1916 · 1917 · 1918 · 1919 · 1920 · 1921 · 1922 · 1923 · 1924 · 1925 · 1926 · 1927 · 1928 · 1929 · 1930 · 1931 · 1932 · 1933 · 1934 · 1935 · 1936 · 1937 · 1938 · 1939 · 1940 · 1941 · 1942 · 1943 · 1944 · 1945 · 1946 · 1947 · 1948 · 1949 · 1950 · 1951 · 1952 · 1953 · 1954 · 1955 · 1956 · 1957 · 1958 · 1959 · 1960 · 1961 · 1962 · 1963 · 1964 · 1965 · 1966 · 1967 · 1968 · 1969 · 1970 · 1971 · 1972 · 1973 · 1974 · 1975 · 1976 · 1977 · 1978 · 1979 · 1980 · 1981 · 1982 · 1983 · 1984 · 1985 · 1986 · 1987 · 1988 · 1989 · 1990 · 1991 · 1992 · 1993 · 1994 · 1995 · 1996 · 1997 · 1998 · 1999 · 2000 · 2001 · 2002 · 2003 · 2004 · 2005 · 2006 · 2007 · 2008 · 2009 · 2010 · 2011 · 2012 · 2013 · 2014 · 2015 · 2016 · 2017 · 2018 · 2019 · 2020 · 2021 · 2022 · 2023 · 2024 · 2025
Vrouwen: 2021 · 2022 · 2023 · 2024 · 2025